# Norska Hollywoodfruar
Norska Hollywoodfruar är en norsk dokumentärserie från 2010 på TV3 Norge där man följer fyra fruar som är uppvuxna i Norge och som har flyttat till Hollywood i USA. Medverkade är Antoinette Kristensen, Beatrice Proch, Kristine Dorow och Siv Cotton. Berättarröst är Siv Klynderud. Programmets har efter originalvisningen i Norge visats i Sverige på TV3 med svensk undertext.